# Csíkszék
Csíkszék régies helyi hagyományokban olykor Csíkország egyike volt a székely székeknek, vagyis a történelmi Székelyföld közigazgatási egységeinek. A szék a Csíki-medencében, az Olt felső medencéjében, a Keleti-Kárpátok és a Hargita közrezártságában fekszik. A magyarság Erdélyben ezen a területen telepedett meg legkésőbb. A 19. században a túlnépesedés jellemezte, ezért az itteni székelyek egy része kivándorolt Moldvába. 1876-ban területéből szervezték Csík vármegyét.
1870-ben 107.285 lakosa volt, melyből 88.639 (82,6%) római katolikus, 16.753 (15,6%) görögkatolikus és 1.893 egyéb vallású volt. 82,7% magyar, 15,7% román és 1,6% egyéb nemzetiségű.
Földrajzilag két részre oszlik fel, Alcsíkra és Felcsíkra.